# L'isola di Adamo ed Eva
L'isola di Adamo ed Eva - Alle origini dell'amore è stato un programma televisivo italiano originato da un format olandese, in onda dal 7 ottobre 2015 su Deejay TV, condotto da Vladimir Luxuria.

## Programma
Il programma è un reality show basato sul format di origine olandese Adam Zkt. Eve (lett. Adamo alla ricerca di Eva).
Ambientato in Croazia sull'isola di Meleda nella località di Sabbionara, il programma è un dating show dove, su di un'isola deserta, un uomo incontra una donna ed entrambi sono completamente nudi. Gli Adamo ed Eva della situazione dovranno quindi socializzare, approfondire la propria conoscenza e fare diverse attività insieme, prima dell'arrivo di un secondo partner che competerà con il primo, fungendo da terzo incomodo, nonché da elemento di disturbo dalla loro conoscenza.
Tornando al mondo vestito, il concorrente prescelto conferma o meno il suo desiderio di continuare fuori dall'isola un rapporto personale con la partner appena conosciuta oppure di rinunciarvi.
Simmetricamente, il programma può anche riunire sull'isola un uomo e due donne.
Il programma è composto da episodi di circa 55 minuti e, così come la versione originale olandese in onda anch'essa su Deejay TV, viene mandata anche la versione italiana "senza censure" intitolata L'isola di Adamo ed Eva XXX, in onda dopo le 23:10 sulla stessa rete, in cui tuttavia viene solamente tolta la censura sui seni delle donne, lasciandola nelle parti intime dei concorrenti.

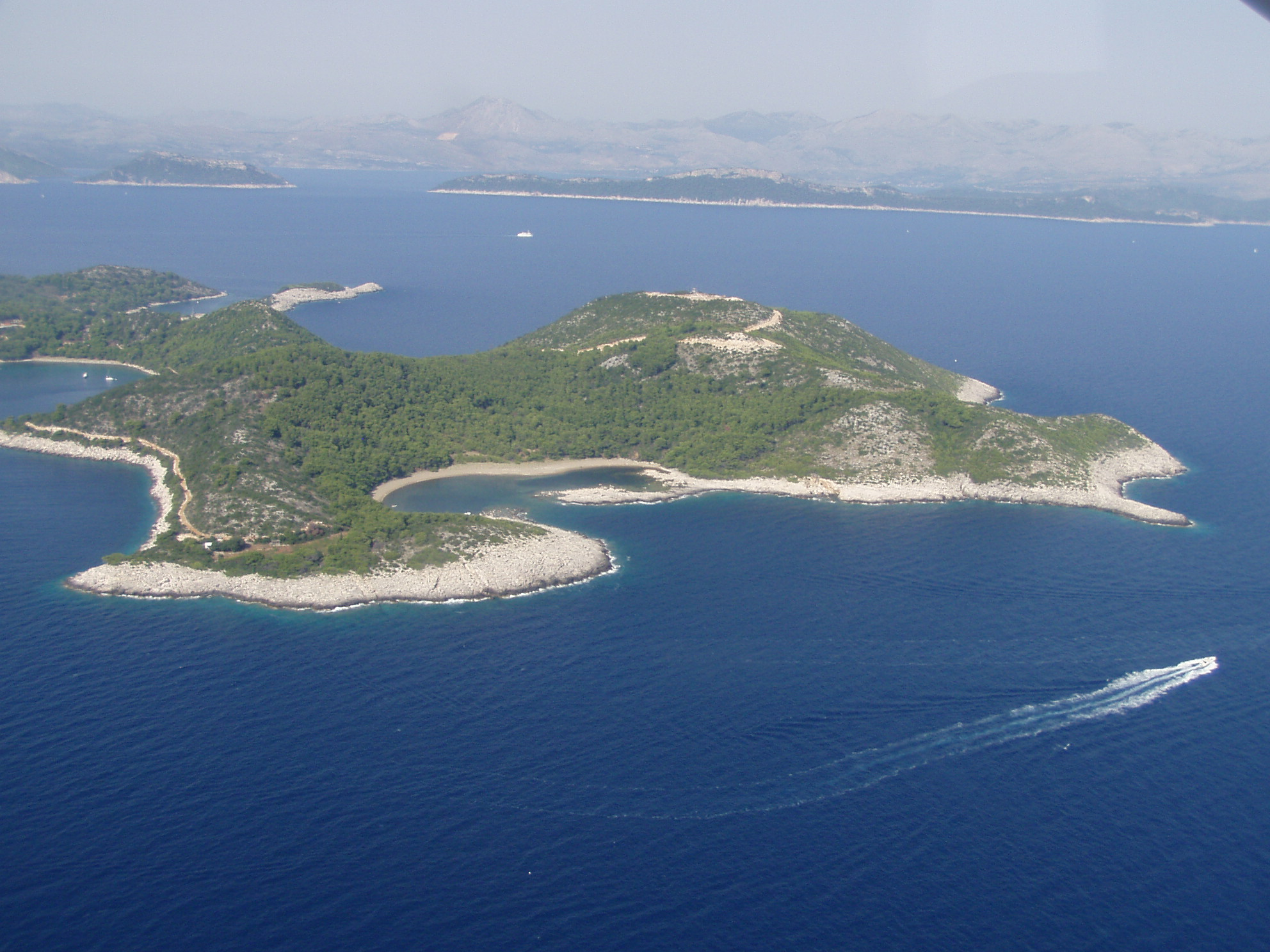
La zona di Sabbionara nell'isola di Meleda luogo delle riprese de L'isola di Adamo ed Eva.